# Kremlin de Nóvgorod
El Kremlin de Nóvgorod (en ruso: Новгородский кремль) o Detinets (Детинец) es un antiguo Kremlin de la ciudad de Nóvgorod o Veliki Nóvgorod, localizado en la orilla izquierda del río Vóljov aproximadamente dos millas al norte de su desembocadura en el lago Ilmen.
Como parte del centro histórico de la ciudad de Nóvgorod, fue declarado Patrimonio de la Humanidad por la Unesco en 1992. El compuesto fue originalmente el lugar de un cementerio pagano en el cual el primer obispo de Nóvgorod, Joaquín Korsúnianin construyó la Catedral de la Santa Sabiduría a su llegada a la zona alrededor del año 989. De este modo, el complejo ha sido y sigue siendo un gran sitio eclesiástico, a pesar de que muchos boyardos de Nóvgorod construyeron sus casas en la parte meridional del Detinets.

## Historia
La primera referencia de las fortificaciones en el lugar data de 1044, con construcciones adicionales que tuvieron lugar en 1116. Estos fueron probablemente terraplenes de tierra coronados por una empalizada de madera, en 1302 se construyeron las torres y muros de piedra. El arzobispo Basilio Kalika (1330-1352) reconstruyó el muro de piedra a lo largo de la parte oriental del Detinets entre 1331 y 1335. El resto se completó sólo en piedra en 1400. Parte de los muros de Vasili (o Basilio) se derrumbaron en el río Vóljov en 1437 y fueron reconstruidos por el arzobispo Evfimi II (1429-1458).
La actual fortaleza fue construida entre 1484 y 1490 por constructores moscovitas tras la conquista de la ciudad en 1478 por el Gran Príncipe Ivan III, una tercera parte de esta construcción fue abonada por el arzobispo de Nóvgorod, Gennady (1484-1504). Se trata de un gran óvalo de 545 metros de largo y 240 metros de ancho, con nueve torres que han sobrevivido (otras tres torres no han sobrevivido). La más alta torre, la torre Kokúi queda limitada por una cúpula de plata. Fue construido en el siglo XVIII y su nombre es de origen sueco. Las paredes tienen 1.487 metros de circunferencia.

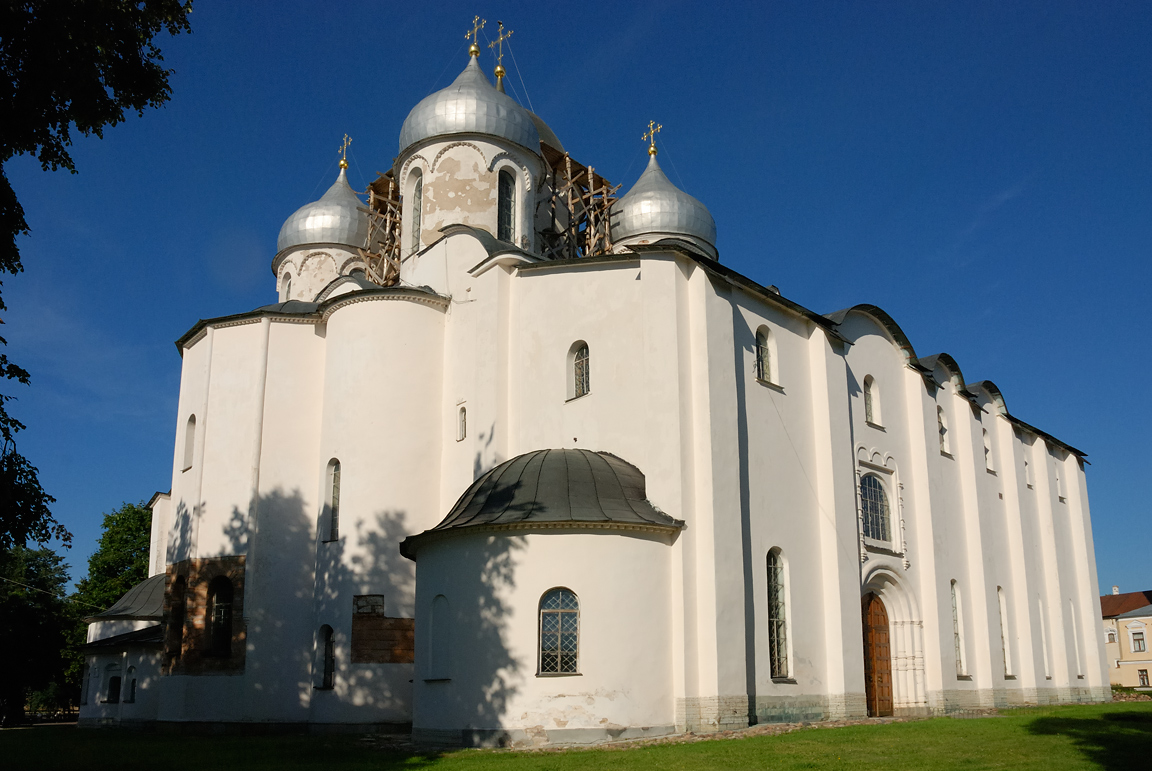
La Catedral de Santa Sofía de Nóvgorod.

Los principales edificios del Kremlin de Nóvgorod son la Catedral de la Santa Sabiduría y el arzobispado metropolitano en el noroeste. Al sur de la catedral, a través de la plaza en que se encuentra el monumento Milenario de Rusia, está el Museo de Nóvgorod y la Biblioteca Regional de Nóvgorod, ubicada en lo que en el período imperial fue el edificio administrativo de Nóvgorod. El museo alberga una fina colección de iconos y otros artefactos de la historia de la ciudad. Al sur del museo se pueden encontrar también varias edificios como la pequeña Iglesia de la Intercesión de la Madre de Dios en la pared suroeste, cerca de la Pokrovski (Intercesión), las torres Kokúi, y la Iglesia de San Andrés cerca de la pared sudeste, donde se puede encontrar un parque. Hay muchas referencias en las crónicas de edificios que ya no existen, como algunas capillas en las puertas y la iglesia de los santos Borís y Gleb, construida por Sitko Sitinits, que se piensa que es la fuente histórica para el legendario Sadkó. En el interior de la puerta oeste de la fortaleza se puede ver una llama eterna a los soldados de la Gran Guerra Patria.
Se ha formado una playa entre el Kremlin de Nóvgorod y el río Vóljov.

## Galería

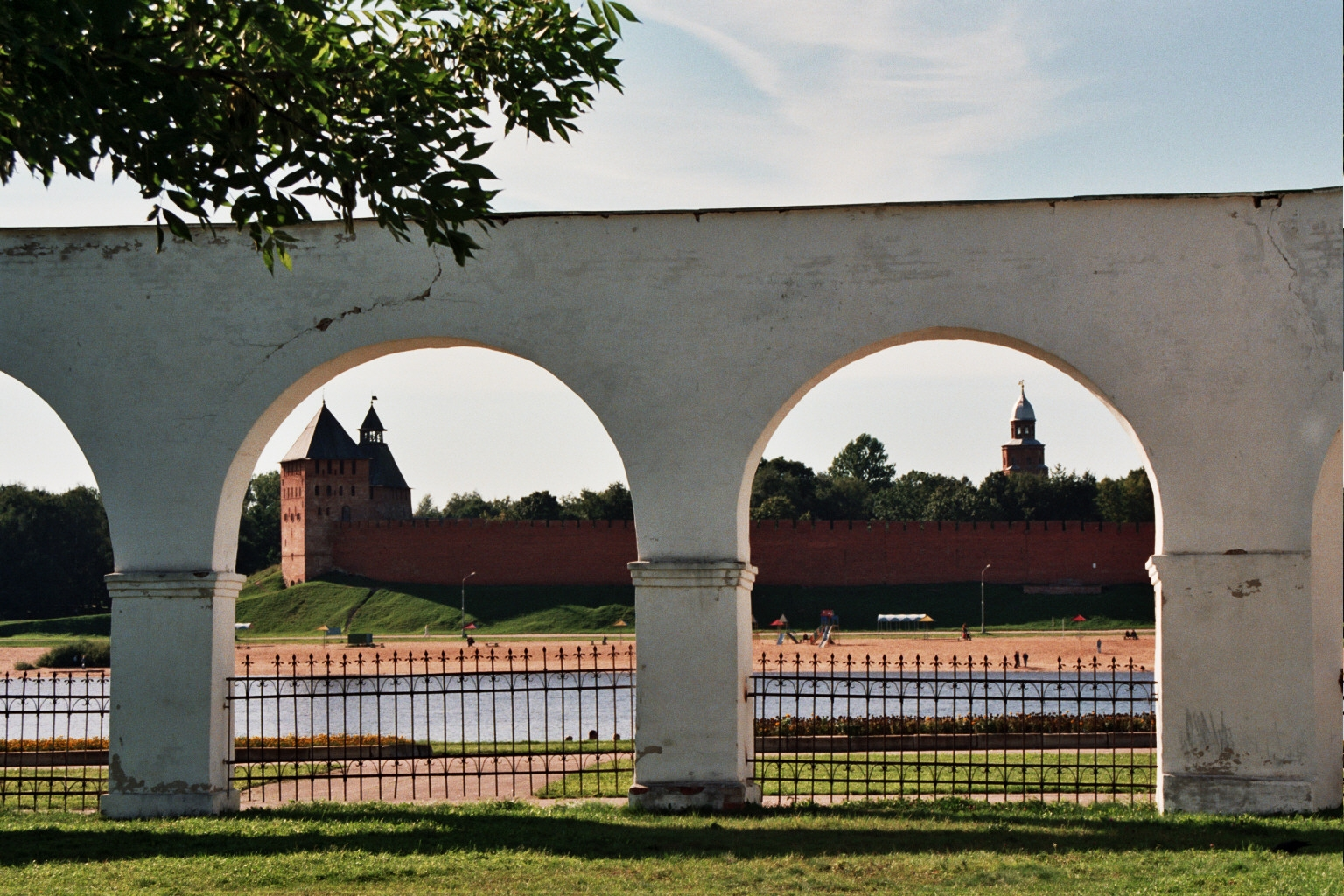
Fotografía tomada detrás de la arcada junto al río Vóljov.
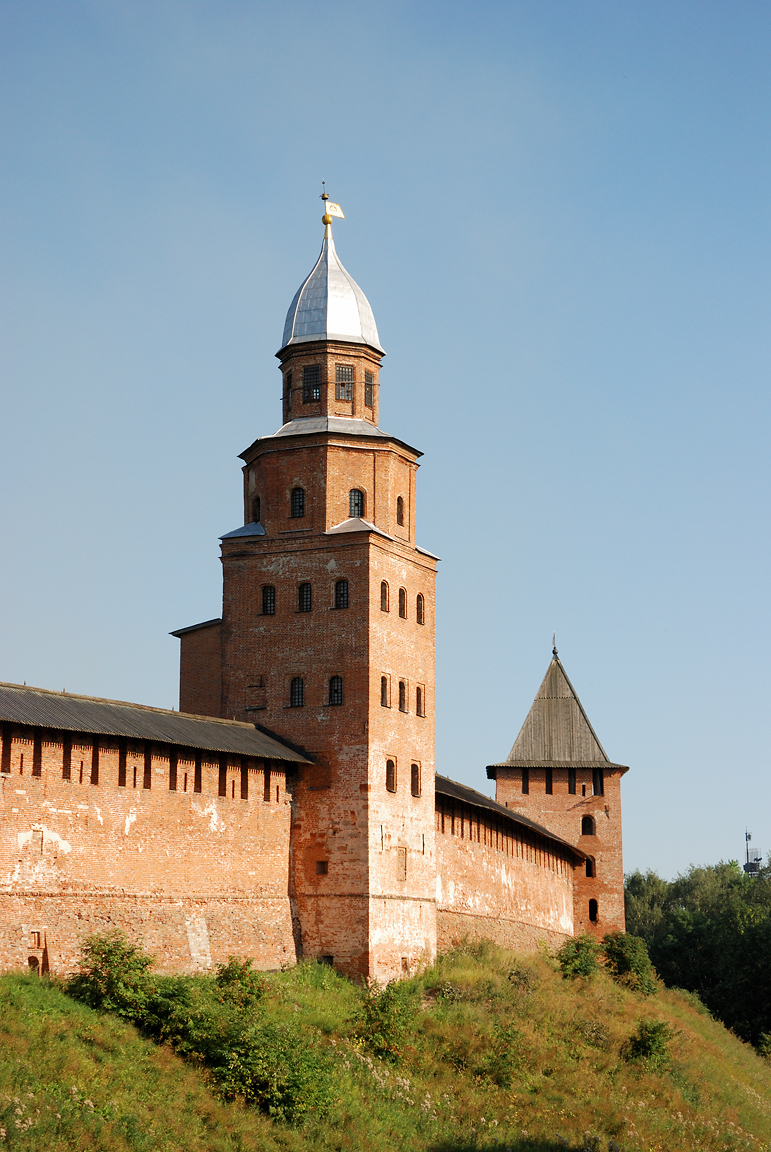
La torre Kokúi.
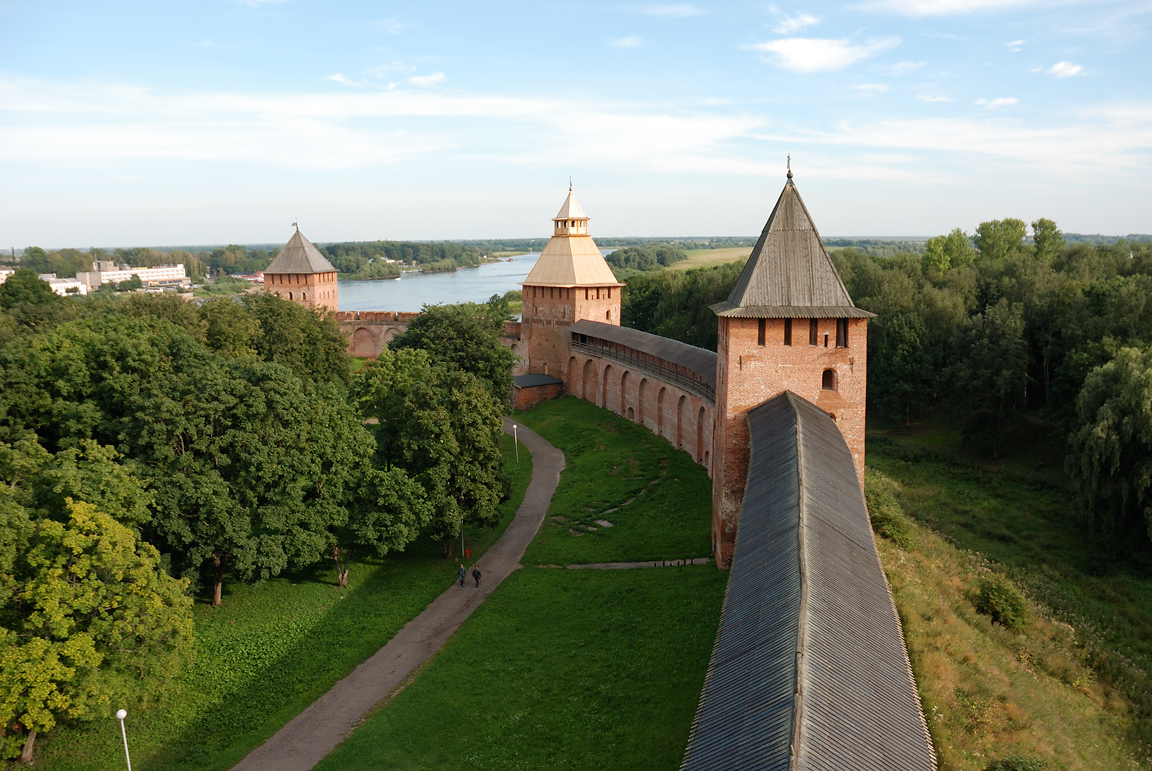
Muralla del kremlin.
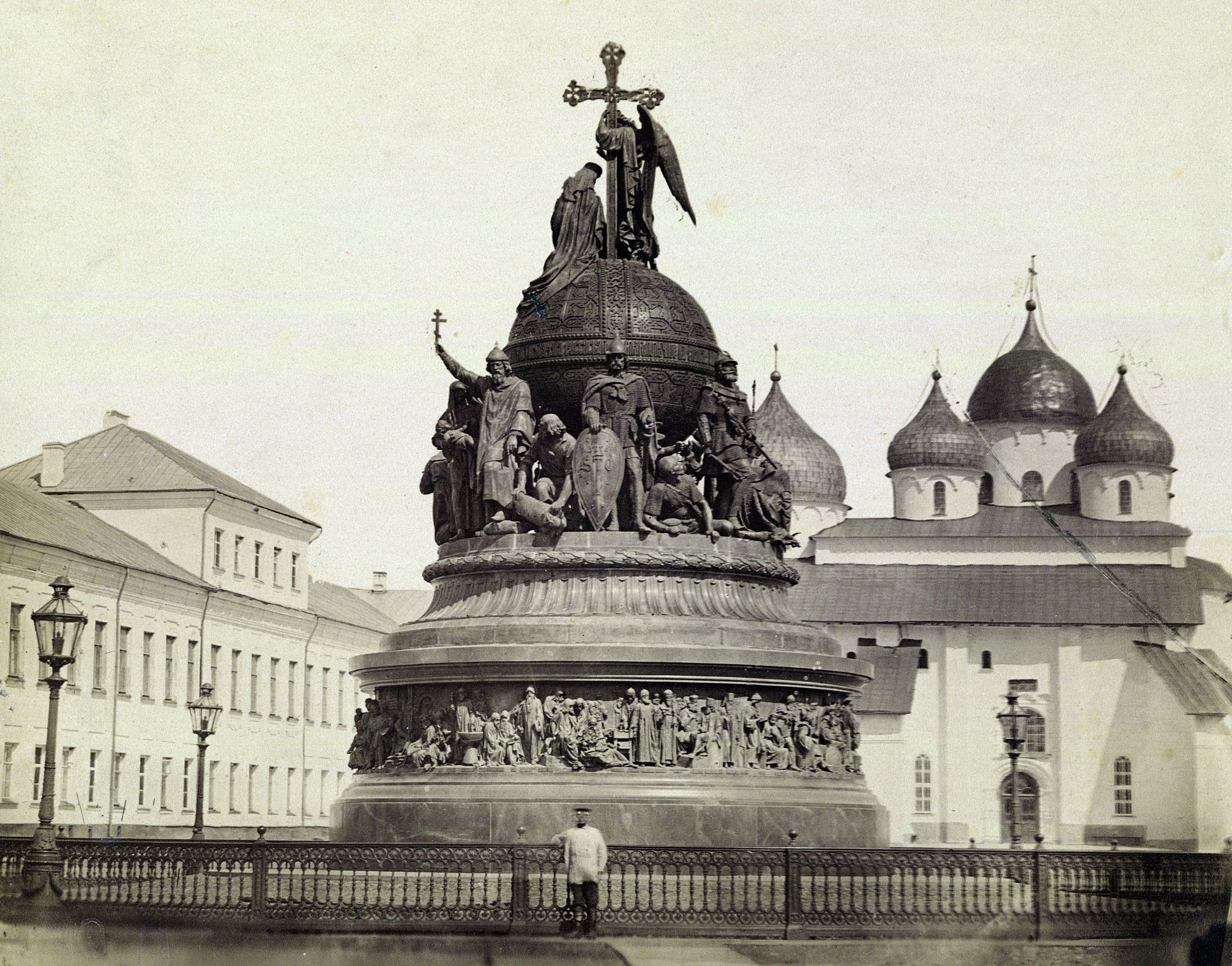
Monumento Milenario de Rusia.
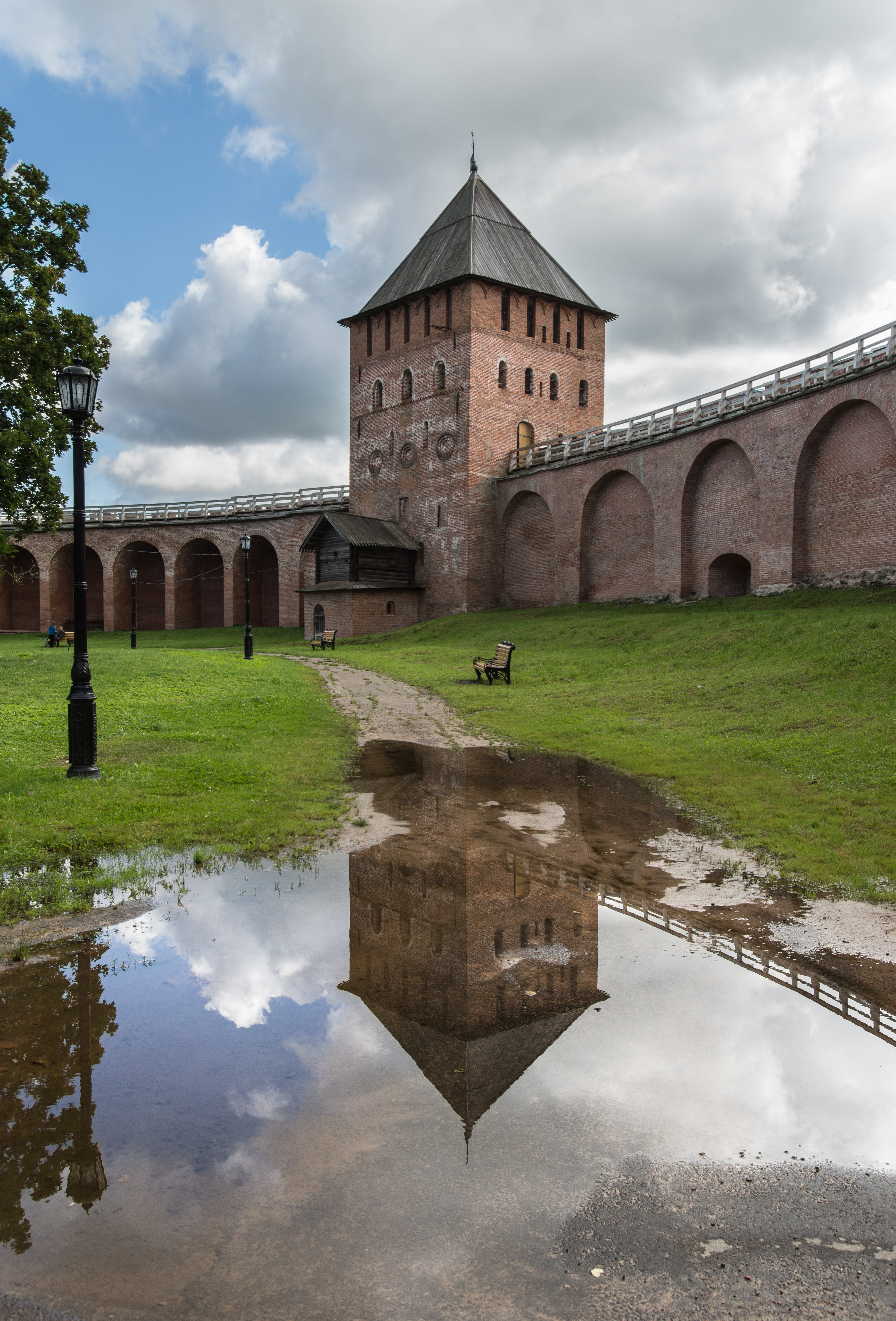
Torre Dvortsovaya (del Palacio)
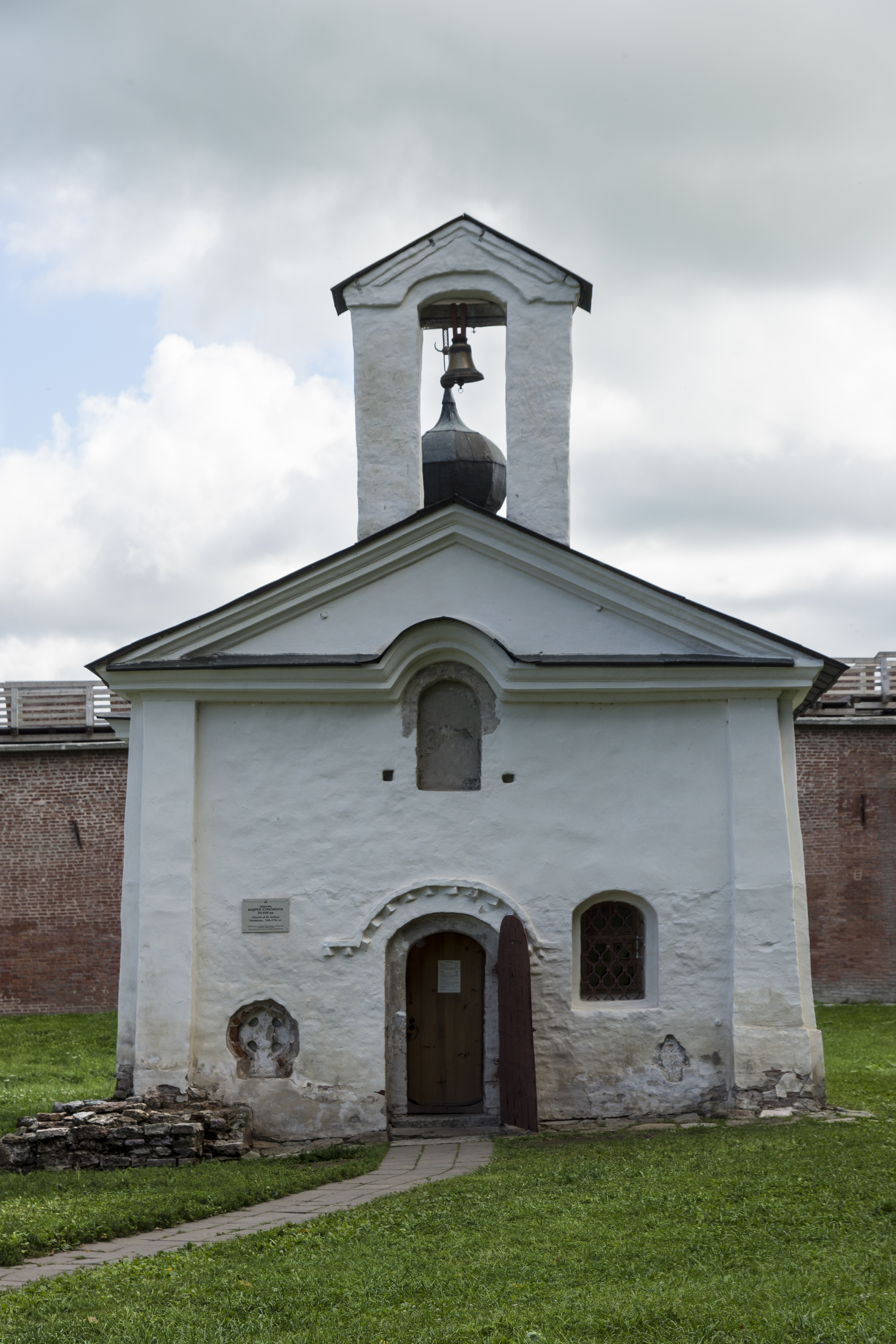
Iglesia del Mártir Andrés Stratelates